# Музей Ізраїлю
Музей Ізраїлю в Єрусалимі (івр. מוזיאון ישראל Muze'on Yisrael; англ. The Israel Museum) — національний музей Держави Ізраїль, що складається з декількох великих експозицій; є найбільшим музейним зібранням держави і володіє однією з найбільших археологічних колекцій у світі, в т.ч. артефактів розкопок біблійних часів у Святій землі.
Музей Ізраїлю засновний у 1965 році — у його розбудові і становленні велику роль відіграв колишній мер Єрусалиму Тедді Колек (Teddy Kollek).
У Музеї регулярно проводяться виставки, в т.ч. і виїзні виставки експонатів з інших музеїв світу, організуються лекції, перегляди стрічок, концерти, майстер-класи, конкурси і фестивалі.

## Відділи і колекції
Музей Ізраїлю включає на сьогодні обширні колекції з юдаїки, етнографії, мистецтв, артефакти не лише зі Святої Землі та Близького Сходу, а й з Європи, Африки, Північної та Південної Америки, Океанії та Далекого Сходу, багату археологічне зібрання, рідкісні рукописи і документи, витвори давнього мистецтва (скульптура, художнє скло, ужитково-декоративні предмети тощо):
- у Храмі Книги (івр. היכל הספר) зберігаються рідкісні рукописи, в тому числі манускрипти Біблії і т.зв. Кумранські рукописи — сувої Мертвого моря, виявлені у 1947-56 роках у 11 печерах поблизу Ваді Кумрану, артефакти з Масади, Алеппський кодекс тощо.
- етнографічна колекція Музею юдаїки та єврейської етнографії містить величезну кількість предметів, характерних для єврейських общин країн з усього світу.
- у Національному музеї мистецтв Бецалеля (The Bezalel National Art Museum) демонструється велике зібрання витворів національного і зарубіжного мистецтва — образотворче, скульптура, фотографія, дизайн та інсталяції.

- у Археологічному та Біблійному ім. Самуеля Бронфмана (The Samuel Bronfman Biblical Museum) експонуються численні знахідки археологічних розкопок з особливою увагою на археологічні артефакти Святої Землі, починаючи з доісторичних часів і до XV століття.
- однією з найнедавніших (від 2000-х років) і найбільш вражаючих експозицій Музею Ізраїлю є відтворення Другого Єрусалимського Храму (Темплю), що показує у вигляді макету його архітектурний і топографічний вигляд станом на 66 рік н. е., коли здійнялось велике повстання проти римлян, яке власне і призвело до зруйнування темплю. Виставлені вперше як модель у холі міського готелю Holyland Hotel, макети «переїхали» до Музею Ізраїлю і стали невід'ємною складовою його експозиції.
- Відділ дитячої творчості (The Ruth Youth Wing) було відкрито в 1966 році — у ньому на щорічній основі проводяться майстер-класи, робітні, конкурси і змагання талановитих юних митців, курси і навчальні програми, виставки тощо, як для дітей, так і дорослих.
- Сад скульптури Біллі Роуз (The Billy Rose Art Garden) — на площі бл. 5 км² розташовані десятки скульптур і скульптурних груп сучасного і абстрактного мистецтва.

## Галерея

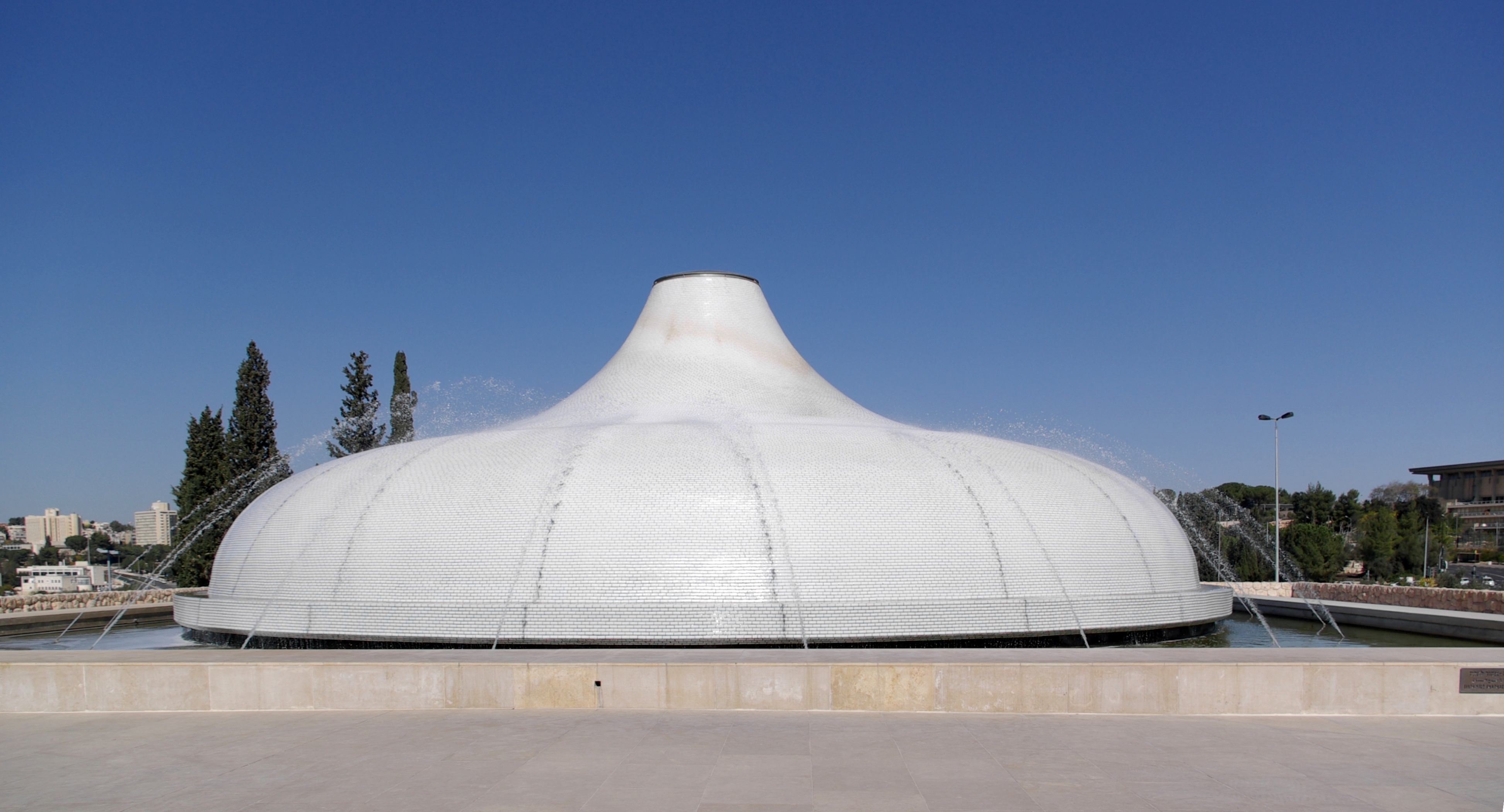
Ступа Храму Книги
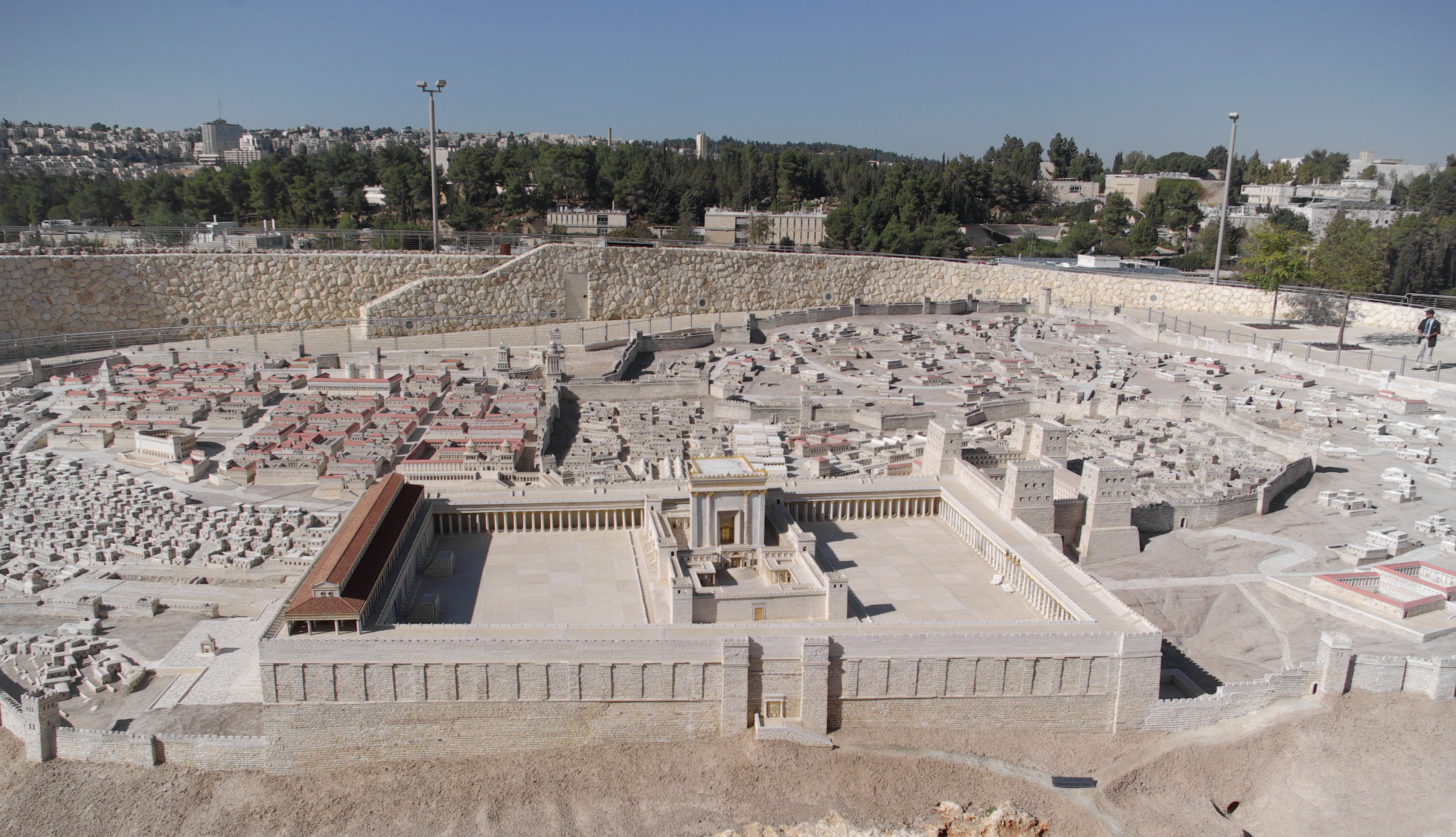
Модель Другого Темпля
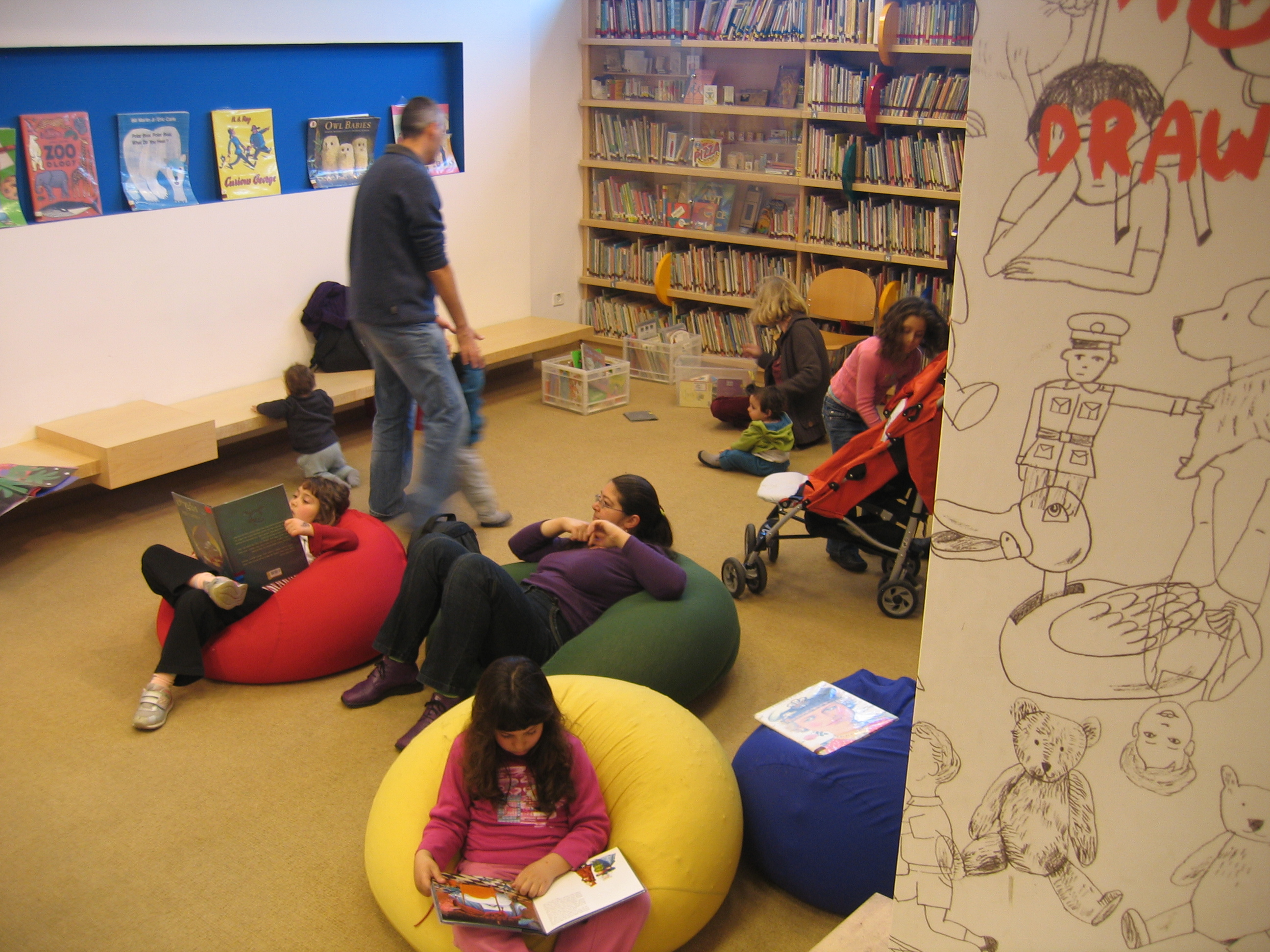
У бібліотеці Відділу дитячої творчості Музею
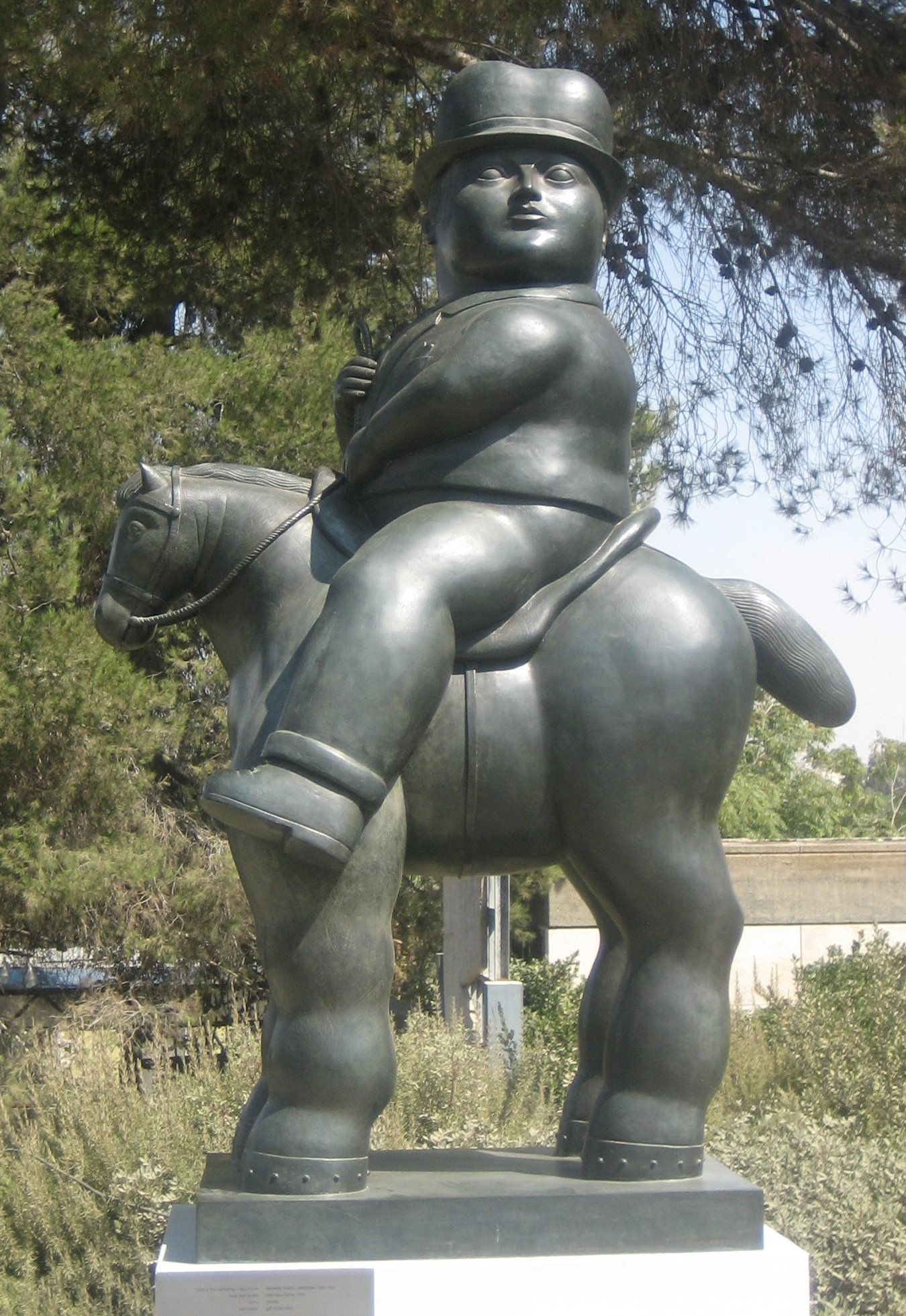
«Вершник», скульптура колумбійського митця Фернандо Ботеро у «Саду скульптури»